# جنگ استقلال شیلی
جنگ استقلال شیلی (انگلیسی: Chilean War of Independence) جنگی بین استقلال طلب‌های شیلیایی بود که خواهان استقلال سیاسی و اقتصادی کشورشان از امپراتوری اسپانیا بودند.
آغاز این جنگ به تاریخ ۱۸ سپتامبر ۱۸۱۰ بر می‌گردد. این جنگ تا سال ۱۸۲۱، زمانی که نیروهای سلطنتی توسط خوزه د سن مارتین شکست خوردند، یا تا سال ۱۸۲۶، زمانی که آخرین نیروهای اسپانیایی تسلیم شدند و مجمع الجزایر این کشور به جمهوری شیلی بازگشت ادامه داشت. اعلامیه استقلال شیلی در تاریخ ۱۲ فوریه ۱۸۱۸ رسماً صادر شد و در سال ۱۸۴۴، زمانی که روابط دیپلماتیک این کشور با اسپانیا مجدداً برقرار شد توسط اسپانیا نیز این استقلال به رسمیت شناخته شد.

## تاریخچه
جنگ استقلال شیلی بخشی از جنگ‌های استقلال در آمریکای جنوبی است. استقلال طلبی در شیلی در میان مردم شیلی که به دو گروه استقلال طلب و شاه دوست تقسیم می‌شدند حمایت شایانی نداشت. در شیلی آنچه که به عنوان یک جنبش سیاسی توسط نخبگان علیه قدرت‌های استعماری آغاز شد، به عنوان یک جنگ داخلی تمام عیار پایان یافت. به‌طور سنتی، این جنگ به سه مرحله تقسیم می‌شود:
- مرحله پاتریا ویجا (کشور قدیمی) در سال‌های ۱۸۱۰–۱۸۱۴
- مرحله فتح دوباره در سال‌های ۱۸۱۴–۱۸۱۷؛
- مرحله پاتریا نیوا (سرزمین جدید) در سال‌های ۱۸۱۷–۱۸۲۳.

در آغاز سال ۱۸۰۸، شیلی به‌عنوان یکی از کوچک‌ترین و فقیرترین مستعمرات امپراتوری اسپانیا تحت حاکمیت لوئیس مونوز د گزمان قرار گرفت. در ماه مه ۱۸۰۸ سرنگونی کارلوس چهارم اسپانیا و فردیناند هفتم و جایگزین شدن آنها با ژوزف بناپارت برادر ناپلئون بناپارت و شروع جنگ شبه جزیره باعث شروع تنش برای استعمار اسپانیا شد. در همین حال شیلی نیز با مشکلات سیاسی داخلی خود روبرو بود. در فوریه همین سال دست نشانده پادشاهی اسپانیا به‌طور ناگهانی فوت کرد و اسپانیا نتوانست کسی را جایگزین او کند.
گارسیا کاراسکو در ماه آوریل فرمانداری شیلی را به‌دست آورد و در ماه اوت ناپلئون به اسپانیا تهاجم کرد و شورای عالی نظامی برای حکومت در شیلی تشکیل شد.
در ژوئن ۱۸۱۰، از بوئنوس آیرس خبر رسید که نیروهای ناپلئون بناپارت اندلس را فتح کرده‌اند.
علاوه بر این، شورای عالی نظامی که طی دو سال گذشته در حاکمیت بود خود را به نفع یک شورای حکومتی منحل کرد
جنبش استقلال طلب در این کشور با الهام از انقلاب ماه مه در آرژانتین نیز از طریق نخبگان دموکراتیک تبلیغات را شروع کرد. آن‌ها از دستگیری‌های غیرقانونی ابراز خشم کردند.

## جنگ مرگ
برای تقویت استقلال شیلی، سن مارتین اقدامات متعددی را علیه باندهای مسلح در کوه‌ها شامل افراد غیرقانونی، سلطنتی و سرخپوستان که از هرج و مرج و عملیات نظامی برای غارت سوء استفاده می‌کردند انجام داد. این دوره از جنگ نامنظم بعدها به‌عنوان «جنگ مرگ» نامیده شد چرا که تاکتیک‌های بی رحمانه‌ای در آن بکار گرفته می‌شد. در این جنگ نه چریک‌ها و نه سربازان دولتی اسیر نمی‌گرفتند بلکه هر کسی که دستگیر می‌کردند را می‌کشتند. تنها بعد از اینکه در سال ۱۸۲۲ گروه ویسنته بناویدس از بین رفت منطقه آرام شد.

## استقلال
در شیلی نبرد متناوب تا سال ۱۸۱۷ ادامه یافت، این نبرد توسط ارتشی به رهبری برناردو اوهیگینز، وطن‌پرست‌ترین فرد سرشناس در شیلی، و خوزه د سن مارتین، قهرمان نبرد استقلال آرژانتین، در کوه‌های آند شیلی با نیروهای اسپانیایی ادامه یافت تا اینکه ارتش امپراتوری اسپانیا شکست خورد. در ۱۲ فوریه ۱۸۱۸، شیلی تحت رهبری اوهیگینز به عنوان یک جمهوری مستقل اعلام موجودیت کرد و به رسمیت شناخته شد.